# Stepan Netchaïev
Pour l’article homonyme, voir Netchaïev.
Stepan Dmitrievitch Netchaïev (en russe : Степа́н Дми́триевич Неча́ев), né le 18 juillet 1792 (29 juillet dans le calendrier grégorien) à Polibino (ouïezd de Dankov, gouvernement de Riazan) et mort le 5 septembre 1860 (17 septembre dans le calendrier grégorien) dans la sloboda de Storojevaïa près de Riazan, est un historien, archéologue, sénateur et poète russe qui fut ober-prokuror du Saint-Synode et conseiller secret d'État. Il dépensa tout au long de sa carrière d'importantes sommes pour des œuvres de mécénat et de charité.

## Biographie
Netchaïev naît dans une famille de la noblesse du gouvernement de Riazan dans l'ouiezd de Dankov. Il reçoit une éducation à demeure avec des précepteurs et, après un examen à l'université de Moscou en 1811, entre au Collège des Affaires étrangères (devenu ensuite ministère des Affaires étrangères), mais trois mois après est nommé à la chancellerie du gouverneur militaire de Riga.

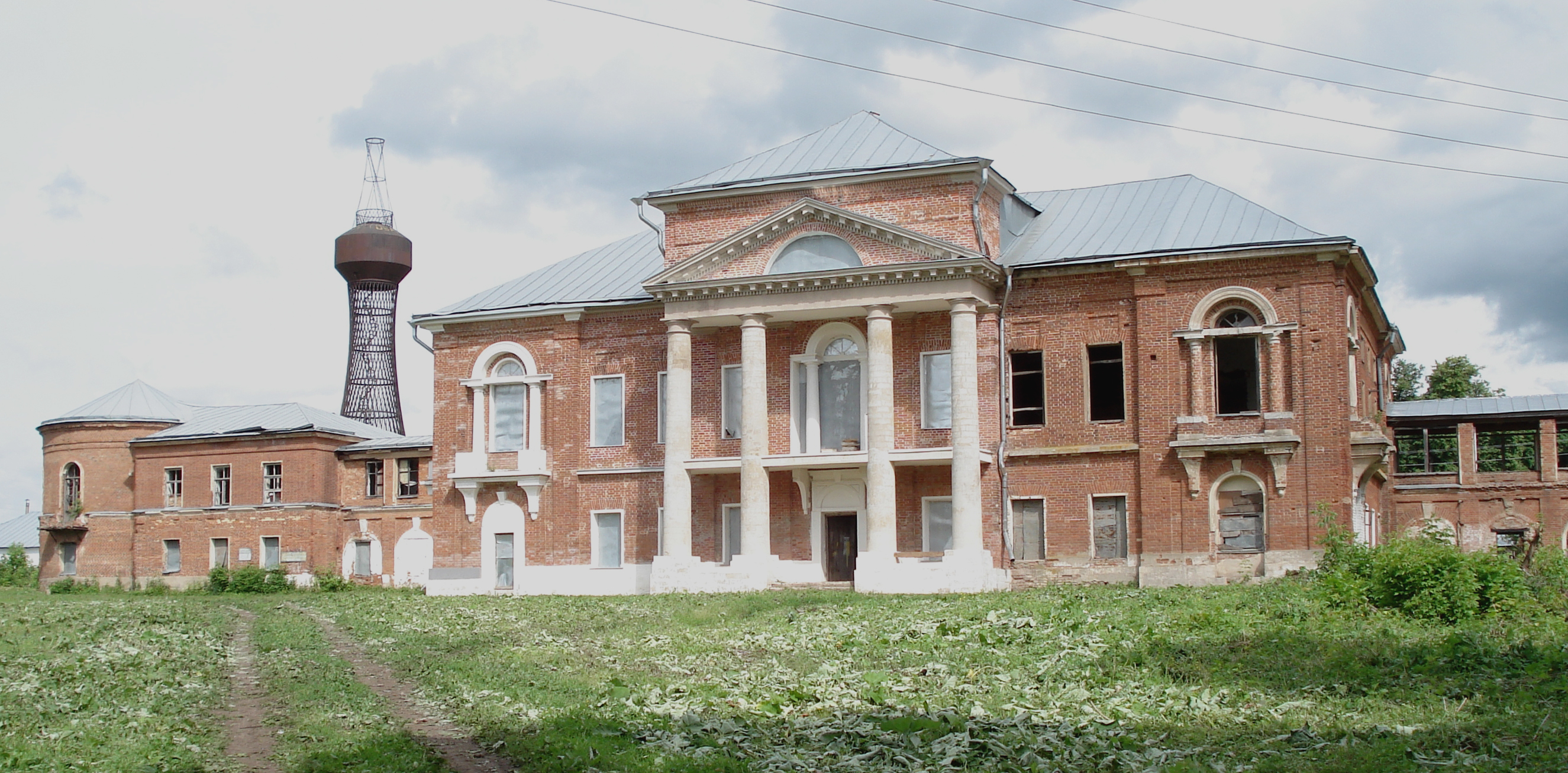
Façade du château de la famille Netchaïev à Polibino

Il est proche de futurs décembristes, comme Wilhelm Küchelbecker ou Alexandre Bestoujev. Il fait paraître des poésies ou des articles d'histoire dans des périodiques tels que Mnemosyne, L'Étoile polaire, L'Enfant de la Patrie, Le Télégraphe de Moscou, etc.  
Plus tard il est nommé ober-prokuror (haut-procureur) au Saint-Synode, mais doit en démissionner à l'été 1836 sous la pression de fonctionnaires tels que Mouraviov. Il laisse la place au comte Protassov (1798-1855). 
Il écrit pour Le Messager de l'Europe fondé par Karamzine une série d'articles concernant la bataille de Koulikovo (8 septembre 1380) et sur les reliquats d'armement trouvés dans la plaine de Koulikovo dont une partie est en sa possession. Il fait élever en 1848 une colonne commémorative de trente mètres de hauteur à l'emplacement de la bataille et lève des fonds pour la construction d'une église consacrée à saint Serge de Radonège dans la plaine de Koulikovo. Il fonde le premier musée en Russie consacré à la bataille dans son château de Polibino. C'est aujourd'hui le musée de la bataille de Koulikovo.
Netchaïev était un ami proche de Griboïedov et de Krylov et fréquentait le salon de la princesse Volkonskaïa.

## Source
- (ru) Cet article est partiellement ou en totalité issu de l’article de Wikipédia en russe intitulé « Нечаев, Степан Дмитриевич » (voir la liste des auteurs).